# لاله واژگون پیرنه

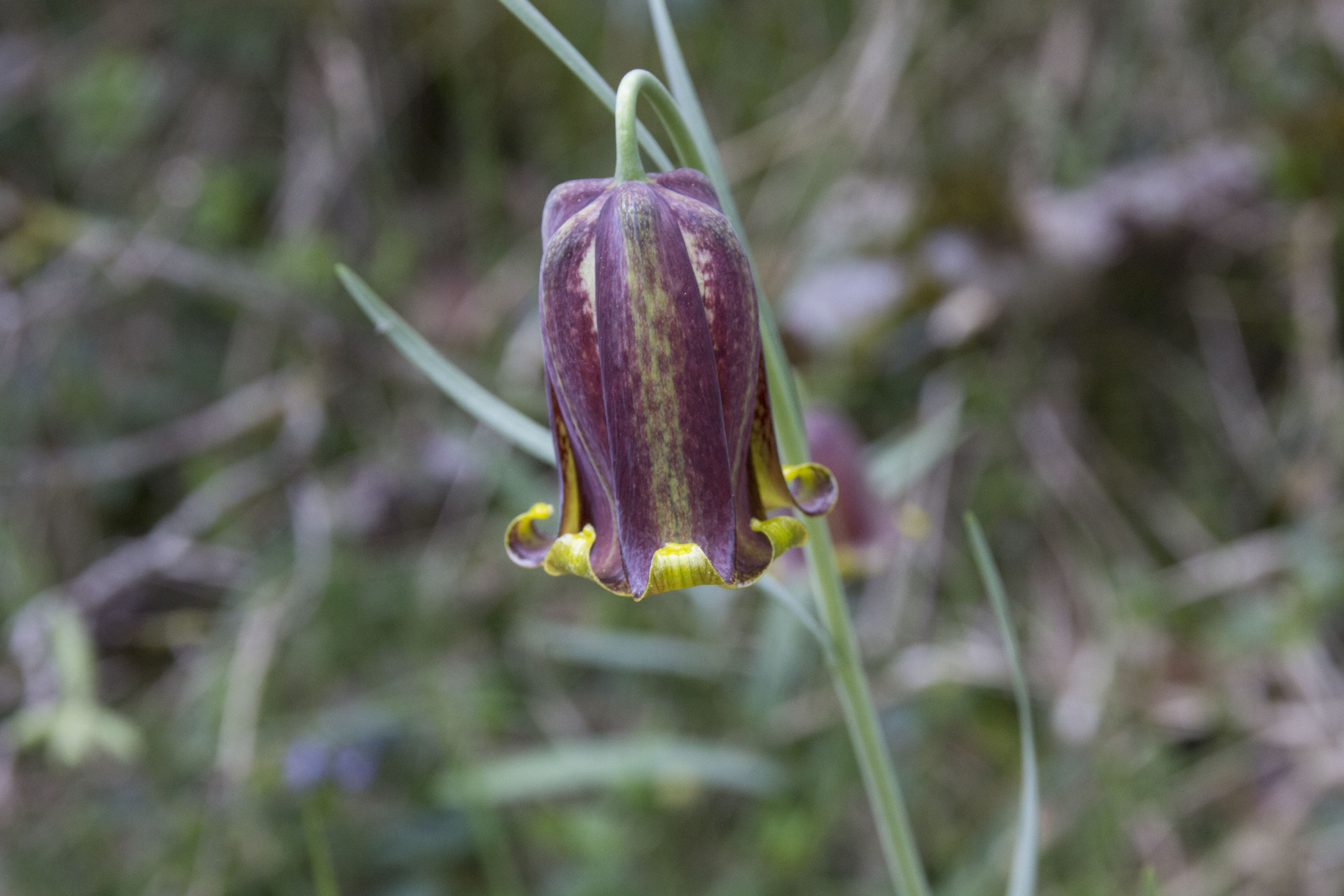
Fritillaria pyrenaica

لاله واژگون پیرنه(نام علمی: Fritillaria pyrenaica) نام یک گونه از سرده لاله واژگون است.